# Herrerías (kommun)
Herrerías är en kommun i Spanien. Den ligger i den autonoma regionen Kantabrien i norra delen av landet, 300 km norr om huvudstaden Madrid. Antalet invånare är 581 (2024). Arean är 40,00 kvadratkilometer. Herrerías gränsar till Val de San Vicente, San Vicente de la Barquera, Valdáliga, Rionansa, Lamasón och Peñamellera Baja. 